# Saint-Sulpice (Vaud)
Saint-Sulpice is een gemeente en plaats in het Zwitserse kanton Vaud en maakt sinds 1 januari 2008 deel uit van het Ouest lausannois. Voor 2008 maakte de gemeente deel uit van het district Morges.
Saint-Sulpice telt 2915 inwoners.
De miljonair Hein Fentener van Vlissingen vestigde zich hier begin jaren 60 en raakte verwikkeld in een decennia durende rechtszaak omdat de villa die hij had laten bouwen hoger zou zijn dan was toegestaan.